# Karoo
Il Karoo o Karroo (in italiano talvolta anche trascritto nella forma Karu o Karru; in lingua locale ǃ’Aukarob) è una regione arida dell'entroterra sudafricano.

## Geografia
È suddiviso in due parti: il Grande Karoo o Karoo centrale (Great Karoo in inglese, Groot Karoo in afrikaans) e il Piccolo Karoo o Karoo meridionale (Little Karoo o Klein Karoo). Ka-roo, in lingua khoisan, significa "terra della sete". Il Grande Karoo è semi-desertico, e si estende su un'area di oltre 400.000 km² compresa fra l'Alto Veld e i rilievi del Capo; si trova a un'altitudine compresa fra 450 e 750 m s.l.m., ed è attraversato da fiumi, valli e canyon. Alcune fonti indicano l'Alto Veld anche con il nome di Karoo settentrionale.

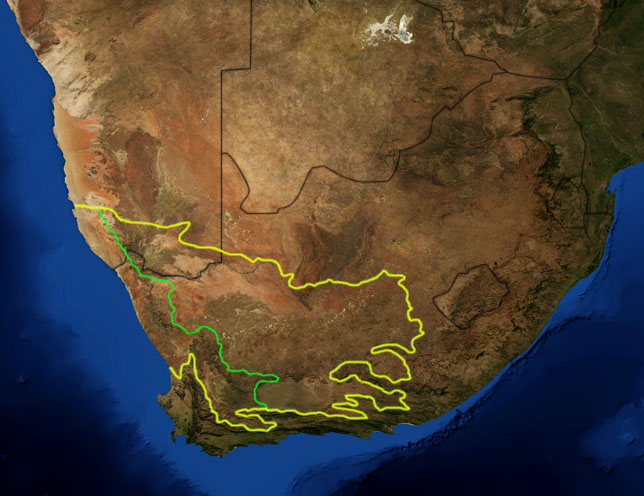
Mappa del Karoo. La linea verde separa le due ecoregioni, il Karoo succulento e il Karoo nama.

Il Piccolo Karoo è di dimensioni minori, ed è la zona meno arida; è costituito da savana e prateria, all'interno di una vallata relativamente fertile racchiusa fra le montagne Swartberg, Langeberg e Outeniqua, e caratterizzata da molte spettacolari formazioni rocciose. In questa zona si trovano i principali insediamenti umani; la città di Oudtshoorn, e i centri di Zoar, Amalienstein, Barrydale e Dysselsdorp. Nel Karoo si trovano diversi parchi e riserve naturali, tra cui il Karoo National Park (nei pressi di Beaufort West) e il Karoo National Reserve (Graaff-Reinet).
Il WWF suddivide il Karoo in due differenti ecoregioni: il Karoo succulento (codice ecoregione: AT1322), corrispondente alla parte costiera  occidentale e il Karoo nama (codice ecoregione: AT1314), corrispondente alla parte interna orientale. Le due ecoregioni si distinguono in particolare in base al differente regime pluviometrico: il Karoo succulento è caratterizzato dalla presenza di una stagione estiva estremamente arida e scarse piogge invernali, con precipitazioni che variano tra 20 e 290 mm per anno, mentre nel Karoo Nama le piogge cadono nella stagione estiva e raggiungono i 100-520 mm per anno.
Per evitare confusione, è da notare che la regione del Namaqualand ricade all'interno del Karoo succulento, e non nel Karoo nama, come il nome parrebbe suggerire.

## Storia

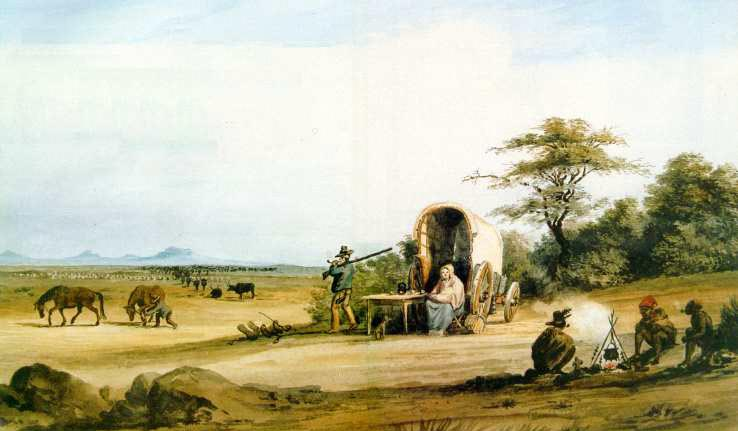
Coloni che attraversano il Karoo

Circa 250 milioni di anni fa, il Grande Karoo era un mare interno; con il riscaldamento della temperatura del pianeta, si trasformò gradualmente prima in una palude e poi, in tempi recenti, in un semi-deserto. Nel tempo, questo habitat in trasformazione ospitò numerose specie animali oggi estinte, soprattutto rettili e anfibi, come attestano i numerosi ritrovamenti fossili. Gli uomini apparvero nella zona nell'età del ferro: i Khoi ("ottentotti") e i San ("boscimani") condivisero a lungo quello che loro chiamavamo "terra della sete".
I coloni europei entrarono nel Karoo gradualmente. I primi ad arrivarvi erano fuorilegge, boeri scacciati dalla Colonia del Capo dal governo britannico (per esempio dopo la rivolta di Slagtersnek). In seguito giunsero anche boeri voortrekker che risalivano a nord in cerca di terra. Molti di essi fondarono grandi fattorie, alcune delle quali costituirono i primi nuclei degli insediamenti da cui si sarebbero poi sviluppate le poche città. Dalla fattoria di Hooyvlakte, per esempio, nacque per volere degli inglesi Beaufort West, la più antica città del Grande Karoo. Fra la fine del XVIII secolo e l'inizio del XIX il Karoo era un luogo non troppo dissimile dal Far West americano; ci si trovavano coloni, cacciatori, esploratori, missionari, avventurieri, e trafficanti d'armi o di liquori.
A partire dai primi ritrovamenti effettuati da David Baird 1820, il Karoo iniziò ad attrarre anche naturalisti e paleontologi per i suoi eccezionali fossili, definiti da alcuni studiosi "una delle meraviglie del mondo". I ritrovamenti fatti nel Karoo documentano la transizione dalla vita acquatica (marina) a quella terrestre (del deserto) lungo un periodo di oltre 300 milioni di anni, dal Mesozoico al Medioevo. Fossili del Karoo sono oggi esposti in numerosi musei sudafricani ed esteri; ma molti sono ancora visibili in loco, per esempio in certe zone del Karoo National Park.
Durante la seconda guerra boera (1899-1902), il Grande Karoo fu teatro di numerose battaglie ed episodi di guerriglia; ancora oggi si possono ancora osservare diversi bunker situati in locazioni strategiche nell'area (per esempio presso il fiume Geelbeks, a 12 km da Laingsburg). Oggi, una parte del territorio è adibita all'allevamento, soprattutto di pecore; una zona a quota molto inferiore (dove è possibile irrigare) è coltivata. Infine, parte del Karoo costituisce parco nazionale e ospita numerose specie animali protette.

## Il parco nazionale del Karoo

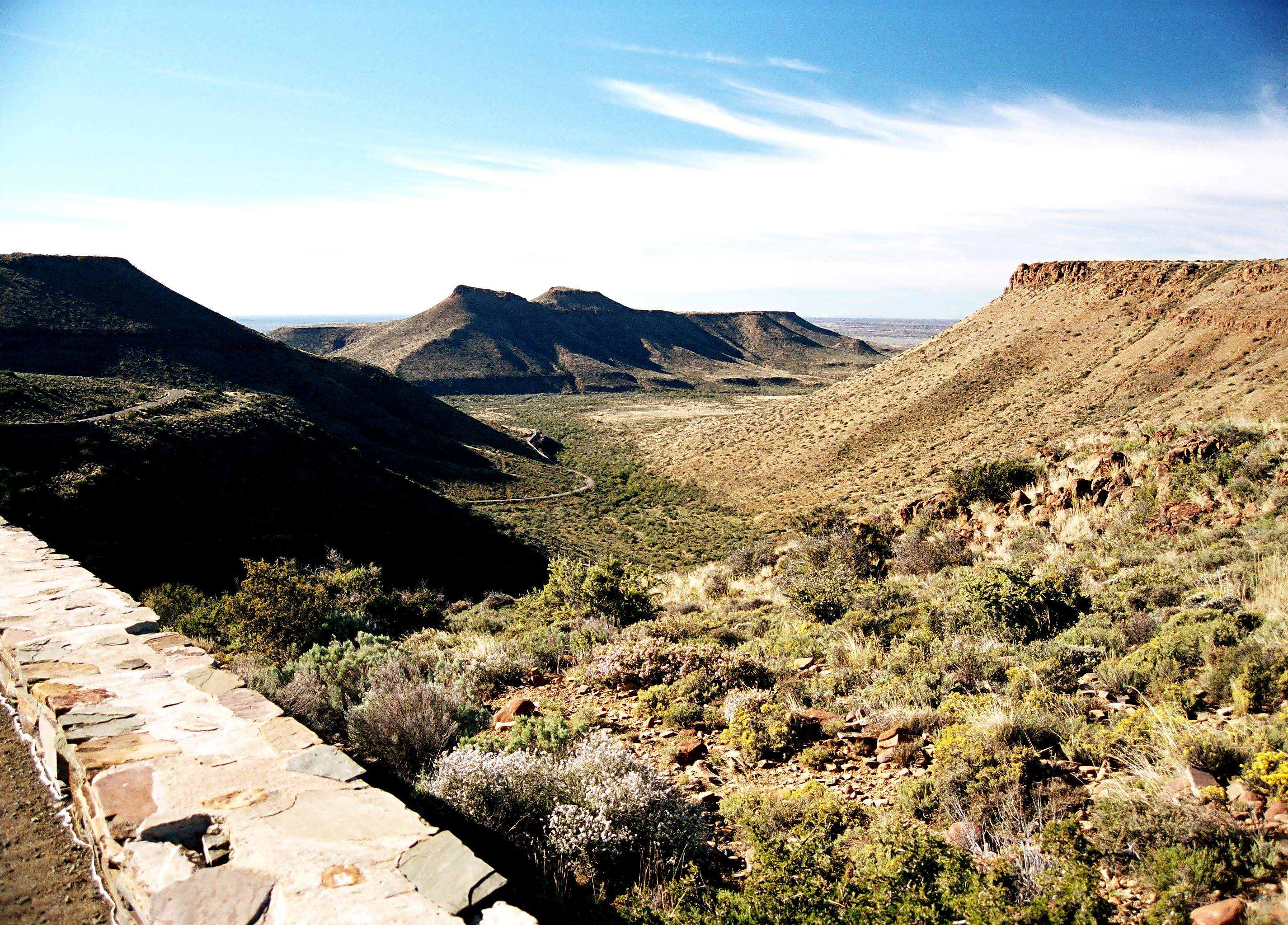
Panorama invernale del parco nazionale del Karoo

Il parco nazionale del Karoo è una riserva naturale situata nell'area semi-desertica del Grande Karoo, nella provincia del Capo Occidentale in Sudafrica, nei pressi di Beaufort West, ai piedi della catena montuosa del Nuweveld. Il parco, fondato nel 1979, ospita numerose specie animali del deserto africano, fra cui l'aquila di Verreaux, la zebra di montagna del Capo, lo springbok, e numerose specie di rettili, incluse cinque diverse specie di testuggini e due specie di camaleonti. È inoltre un luogo rinomato tra i praticanti dell'osservazione degli uccelli, con oltre 200 differenti specie di uccelli. Fra le specie in pericolo che vengono protette nel parco ci sono il rinoceronte nero e il rarissimo coniglio fluviale. All'interno del parco si trovano anche diversi siti in cui si possono ammirare i celebri fossili del Karoo.

## Il Karoo nella letteratura
Il poeta Thomas Hardy parla della regione in una sua poesia del 1899 intitolata Drummer Hodge (conosciuta anche come The Dead Drummer).
Lo scrittore Rudyard Kipling, in un'altra poesia del 1901 intitolata Bridge-Guard in the Karroo, riesce a comunicare la solitudine vissuta dai soldati del fortino alla stazione di Ketting sul fiume Dwyka mentre sorvegliavano la ferrovia del Karoo, che costituiva una via di comunicazione fondamentale e un'ancora di salvezza durante la guerra sudafricana all'interno del conflitto anglo-boero.
Da citare anche il romanzo postumo Karoo dello scrittore e sceneggiatore Steve Tesich.